# Ева Манхон
Ева Манхон (*1982) — іспанська акторка. 
Закінчила Вищу королівську школу драматичного мистецтва.

## Телебачення
- Викрадені діти (2013)
- Таємниця старого мосту (2015)

1. ↑  Person Profile // Internet Movie Database — 1990.